# Plagatschen
Plagatschen – używane na Śląsku niemieckie określenie podwójnych groszy saskich.